# Manobra de Kocher
Manobra de Kocher é uma manobra cirúrgica que consiste na rotação medial do duodeno, ou seja, a liberação deste órgão do retroperitônio. É a mobilização duodeno-pancreática até o início da terceira porção duodenal. Permite bom acesso para palpar o colédoco terminal. Manobra muito usada em procedimento de coledocotomia juntamente com papilotomia transduodenal.